# 계황후
계황후 휘발나랍 씨(輝發那拉 皇后, 강희(康熙) 57년 2월 10일(1718년 3월 11일) ~ 건륭(乾隆) 31년 7월 14일(1766년 8월 19일))는 청나라 6대 황제인 건륭제의 두 번째 황후이다.

## 생애
좌령 나이포(那爾布)의 딸이다. 건륭제의 친왕 시절에 측복진(側福晉: 정식 첩, 양첩)으로 출가했다. 건륭제가 황위에 오르자 건륭 2년에 한비(嫻妃)로 책봉됐다가, 건륭 10년에 귀비(貴妃)로 진봉했다. 건륭 13년(1748년), 건륭제의 원후(元后)인 효현순황후가 사망하자 황후 내정자로서 황귀비로 봉해졌으며, 효현순황후의 국상을 마친 건륭 15년에 황후로 책립되었다. 건륭 30년에 폐위되었다. 일설에 따르면 건륭제가 조강지처였던 효현순황후를 잊지 못했으며, 계황후가 평소 건륭제의 미움을 사는 일이 많았는데 심지어 건륭제가 보는 앞에서 머리카락을 자르기도 했다고 전한다. 건륭 31년에 병으로 사망하자 특별히 황귀비의 예우로 상장이 치러졌다. 유폐되었던 탓에 황후의 시호를 얻지 못했으며, 당시 건륭제의 유일한 적자였던 황12자 영기의 생모였던 탓인지 장례의 의전은 준국모인 황귀비의 예우를 받았고 이후 사서엔 황후 휘발나랍씨 혹은 계황후로 소개하고 있다.
계황후가 정당한 황후로 인정받지 못한 탓에 계황후에 대한 기록은 유달리 미미하고 불확실하다. 계황후는 성씨조차 오랫동안 잘못 알려져있었다. 이는 청이 사서나 공식 기록에서 해서여진의 네 성씨인 엽혁나랍, 오라나랍, 합달나랍, 휘발나랍을 모두 ‘나랍 씨’로만 기록한 것과도 관련이 있다. 최근까지 계황후의 성씨는 누르하치의 대복진이었던 효열무황후 아파해나 옹정제의 정후인 효경헌황후와 같은 오라나랍 씨로 알려졌다. 건륭 대를 배경으로 한 창작물에서도 그녀를 오라나랍 씨로 묘사하는 경우가 많았다. 그러나 최근 한 기록에서 계황후가 휘발나랍(호이파나라) 씨라는 것이 밝혀졌다.
그녀가 유폐된 후 그녀의 후임으로 영귀비 위가씨(훗날의 효의순황후)가 황귀비로 진봉되어 육궁을 통솔하였으나 황후로 책립되진 못하였다.

## 황제의 딸에서의 계황후
중국 드라마 황제의 딸에서는 건륭제의 사랑을 받지 못 하는 황후로 등장한다.

## 가계
- 남편 : 청 고종 건륭제
  - 장남 : 황12자 패륵(貝勒) 영기(1752년~1776년)
  - 차남 : 황13자 영경(1755년~1757년)
  - 장녀 : 황5녀 - 조졸

## 같이 보기
- 후궁 (중국)
- 입팔분공